# Nahum Goldmann
Nahum Goldmann (Višneva, 10 luglio 1894 – Bad Reichenhall, 29 agosto 1982) è stato un politico tedesco.

## Biografia
Ebreo, fu editore a Berlino dall'Encyclopaedia Judaica dal 1922 al 1934, ma, in quanto convinto esponente del movimento sionista (di cui assunse la direzione nel 1927), in quell'anno fu costretto all'esilio dal regime di Adolf Hitler.
Rappresentante dell'Agenzia ebraica a Ginevra dal 1935 al 1940, trascorse gli anni della seconda guerra mondiale negli USA al servizio del governo. Fu tra i primi a lanciare l'idea del processo ai gerarchi nazisti. 
Dal 1948 al 1977 fu presidente del Congresso ebraico mondiale e nel 1956 divenne presidente dell'Associazione sionista. Dopo la guerra dei sei giorni, nel 1968 cercò di difendere i Palestinesi oppressi da Israele e fu perciò costretto a dimettersi dalla carica di presidente della'Associazione sionista.